# Вукотич, Милан
Милан Вукотич (серб. Милан Вукотић; род. 5 октября 2002, Подгорица) — черногорский футболист, атакующий полузащитник клуба «Партизан» и сборной Черногории.

## Клубная карьера
Вукотич — воспитанник клуба «Будучност». В 2019 году игрок на правах аренды перешёл в «Искру». 3 августа в матче против «Грбаля» он дебютировал в чемпионате Черногории. 29 февраля 2020 года в поединке против «Зета» Милан забил свой первый гол за «Искру». По окончании аренды игрок вернулся в «Будучност». 14 августа в матче против «Дечича» он дебютировал за основной состав. В 2020 году игрок перешёл в загребское «Динамо», где выступал за дублирующий состав.
Летом 2022 года Вукотич был арендован словенским клубом «Табор». 26 августа в матче против «Браво» он дебютировал в чемпионате Словении. В начале 2023 года Вукотич на правах аренды перешёл в боснийский «Зриньски». 8 марта в матче против «Вележа» он дебютировал в чемпионате Боснии и Герцеговины.
Летом 2023 года Вукотич вернулся в «Будучност». 13 августа в поединке против «Езеро» Милан забил свой первый гол за клуб. В начале 2025 года Вукотич подписал контракт с белградским «Партизаном». 1 февраля в матче против «Спартака» из Суботицы он дебютировал в сербской Суперлиге.

## Международная карьера
11 октября 2024 года в матче Лиги Наций против сборной Турции Вукотич дебютировал за сборную Черногории.